# Ottawan

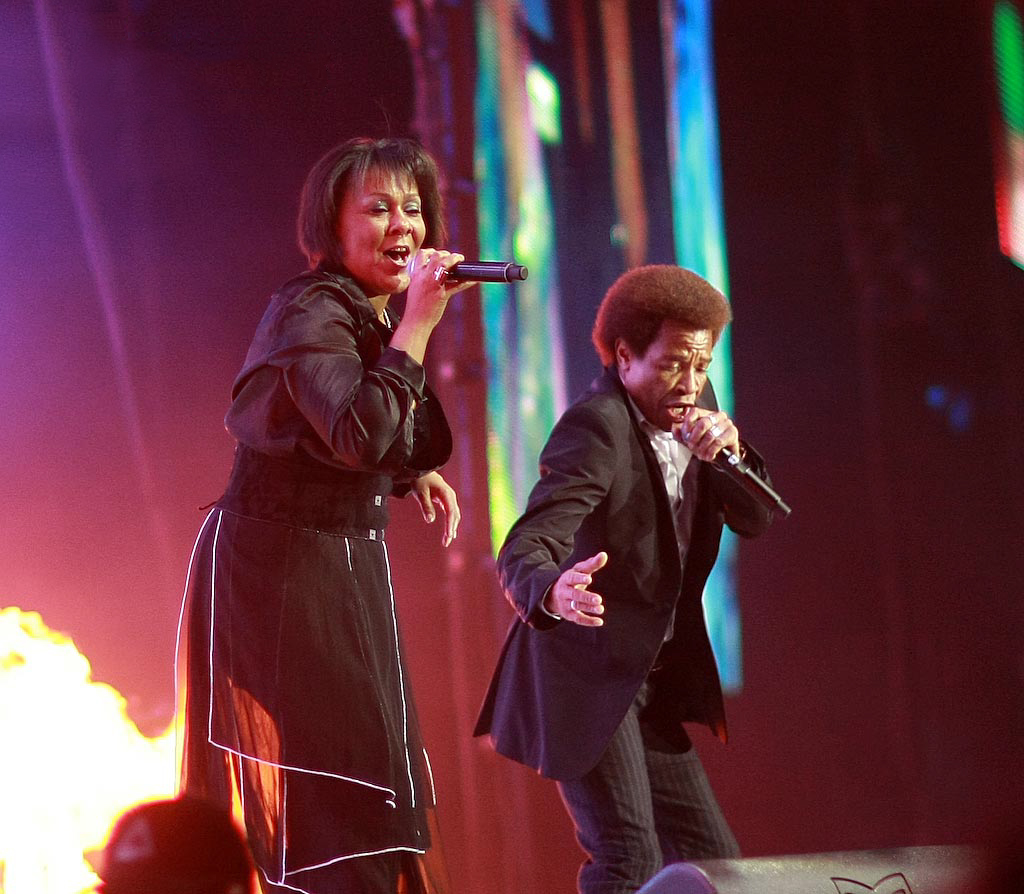
A dupla durante apresentação em Moscou em 2008

Ottawan é uma dupla musical francesa de música disco formada no final da década de 1970. Seus membros eram Jean Patrick Baptiste e Anette Eltice. O nome Ottawan é inspirado na capital canadense, Ottawa.

## Discografia

### Álbuns
| Ano  | Título     | ALE | AUT |
| ---- | ---------- | --- | --- |
| 1980 | D.I.S.C.O. | 30  | —   |
| 1981 | 2          | —   | 18  |

### Singles
| Ano  | Título                                 | GBR | ALE | HOL | BEL | NOR | AUT | IRL |
| ---- | -------------------------------------- | --- | --- | --- | --- | --- | --- | --- |
| 1979 | "D.I.S.C.O."                           | 2   | 2   | 1   | 2   | 1   | 4   | 2   |
| 1980 | "You're OK"                            | 56  | 17  | —   | —   | —   | —   | —   |
| 1980 | "Shalalala Song"                       | —   | 73  | —   | —   | —   | —   | —   |
| 1980 | "Haut les mains (donne-moi ton cœur)"  | —   | —   | —   | 32  | —   | —   | —   |
| 1981 | "Hands Up (Give Me Your Heart)"        | 3   | 2   | 5   | 4   | 1   | 3   | 1   |
| 1981 | "Crazy Music"                          | —   | 26  | —   | —   | —   | 19  | —   |
| 1981 | "Qui va garder mon crocodile cet été?" | —   | —   | —   | 23  | —   | —   | —   |
| 1981 | "Help, Get Me Some Help"               | 49  | —   | —   | —   | —   | —   | —   |
| 1982 | "Hello Rio!"                           | —   | —   | —   | —   | —   | —   | —   |
| 1982 | "Top Secret"                           | —   | —   | —   | —   | —   | —   | —   |